# Vaccinium evanidinervium
Vaccinium evanidinervium är en ljungväxtart som beskrevs av Herman Otto Sleumer. Vaccinium evanidinervium ingår i Blåbärssläktet, och familjen ljungväxter. Inga underarter finns listade i Catalogue of Life.